# Paul Nogier
Paul Marie Nogier (Lione, 3 luglio 1908 – Lione, 15 maggio 1996) è stato un docente francese.
Figlio di Thomas Nogier, professore di medicina fisica alla Facoltà di Medicina di Lione. Ha poi studiato fisica per tre anni prima di passare alla medicina, ed interessarsi di omeopatia, agopuntura e manipolazione della colonna vertebrale.
Dopo aver visitato alcuni pazienti che erano andati a casa di un guaritore, Paul Nogier, curioso, s'interessò al metodo dello stesso. Così, nel 1951 sviluppò una terapia alternativa, l'auricoloterapia.
Si tratta di una riflessoterapia tegumentaria che utilizza il padiglione dell'orecchio come "zona riflessa". Alcuni punti erano in parte già noti sin dai tempi antichi, ma Nogier realizza la prima mappa dei presunti punti riflessi, pubblicata nel 1956.
Per 15 anni Nogier continua le proprie ricerche; nel 1966, mette poi in evidenza il presunto RAC, Réflexe Auriculo Cardiaque (atrio cardiaco riflesso).
Negli anni successivi diffonde le sue riflessioni nel contesto della medicina alternativa.
Nel maggio 1996, soltanto cinque mesi dopo l'istituzione della Scuola Internazionale di Paul Nogier, muore a Lione.